# Congost d'Olt

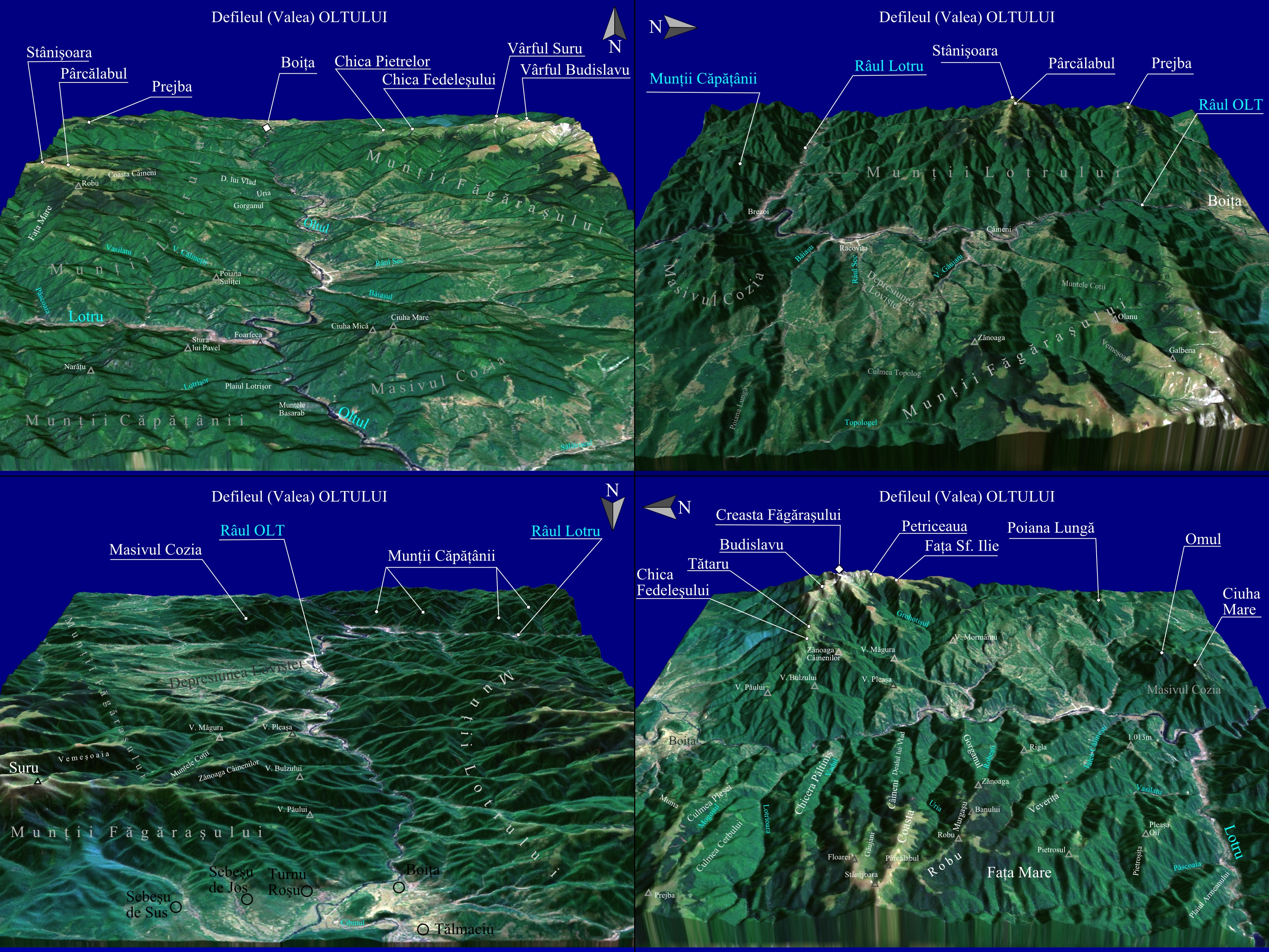
Mapa de contaminació Olt

El congost d'Olt és un congost format pel riu Olt que talla els Alps de Transsilvània al sud de la Romania central. Part del congost es troba envoltat de fonts termals i s'ubica a la depressió de Brezoi-Titesti.
En les muntanyes circumdants creixen nogueres, roures i roses salvatges. Per arribar-hi, es pot agafar l'autopista i els ferrocarrils entre les poblacions de Râmnicu Vâlcea i Sibiu.

## Història

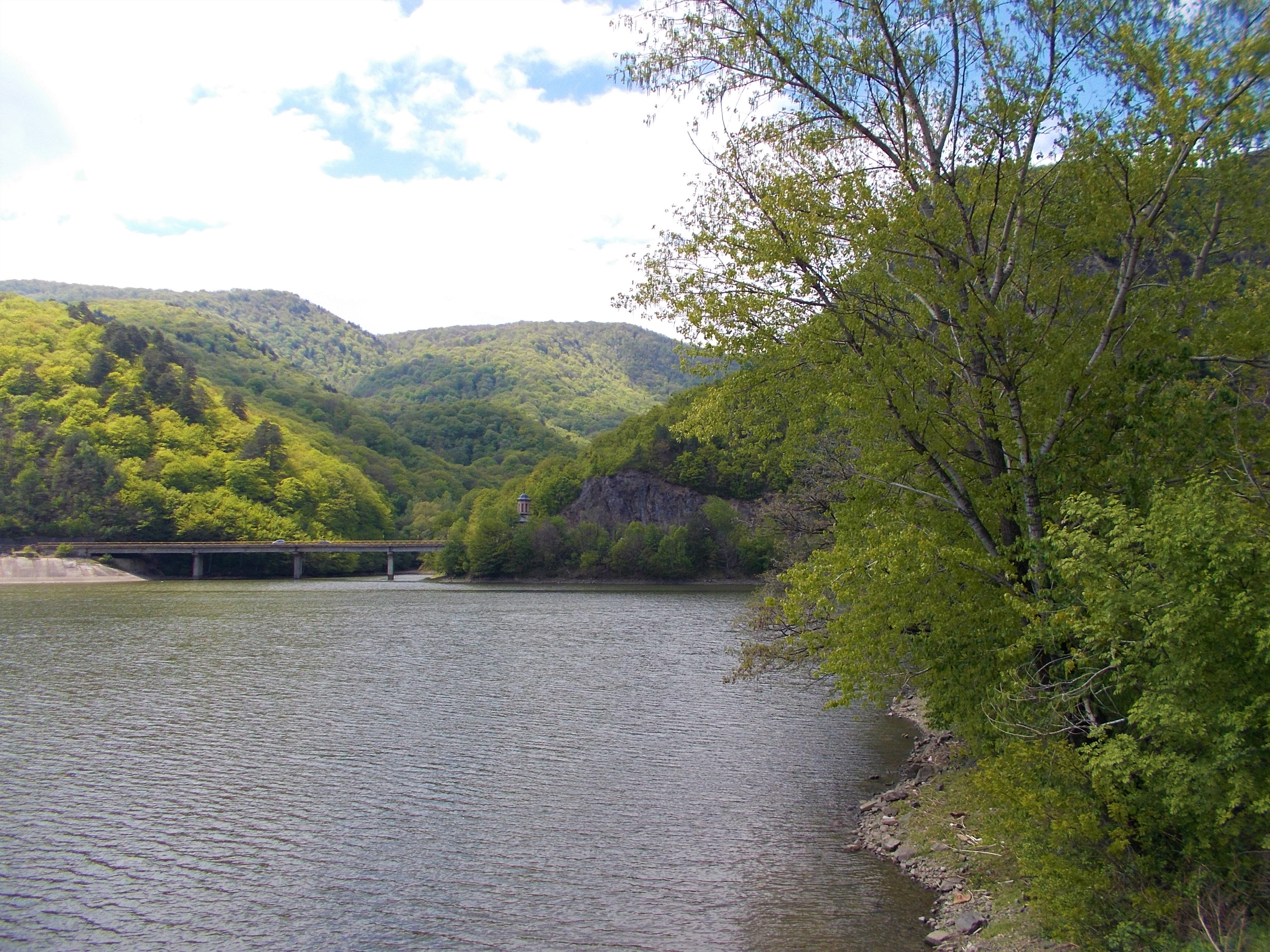
El congost d'Olt, Cozia, comtat de Vâlcea

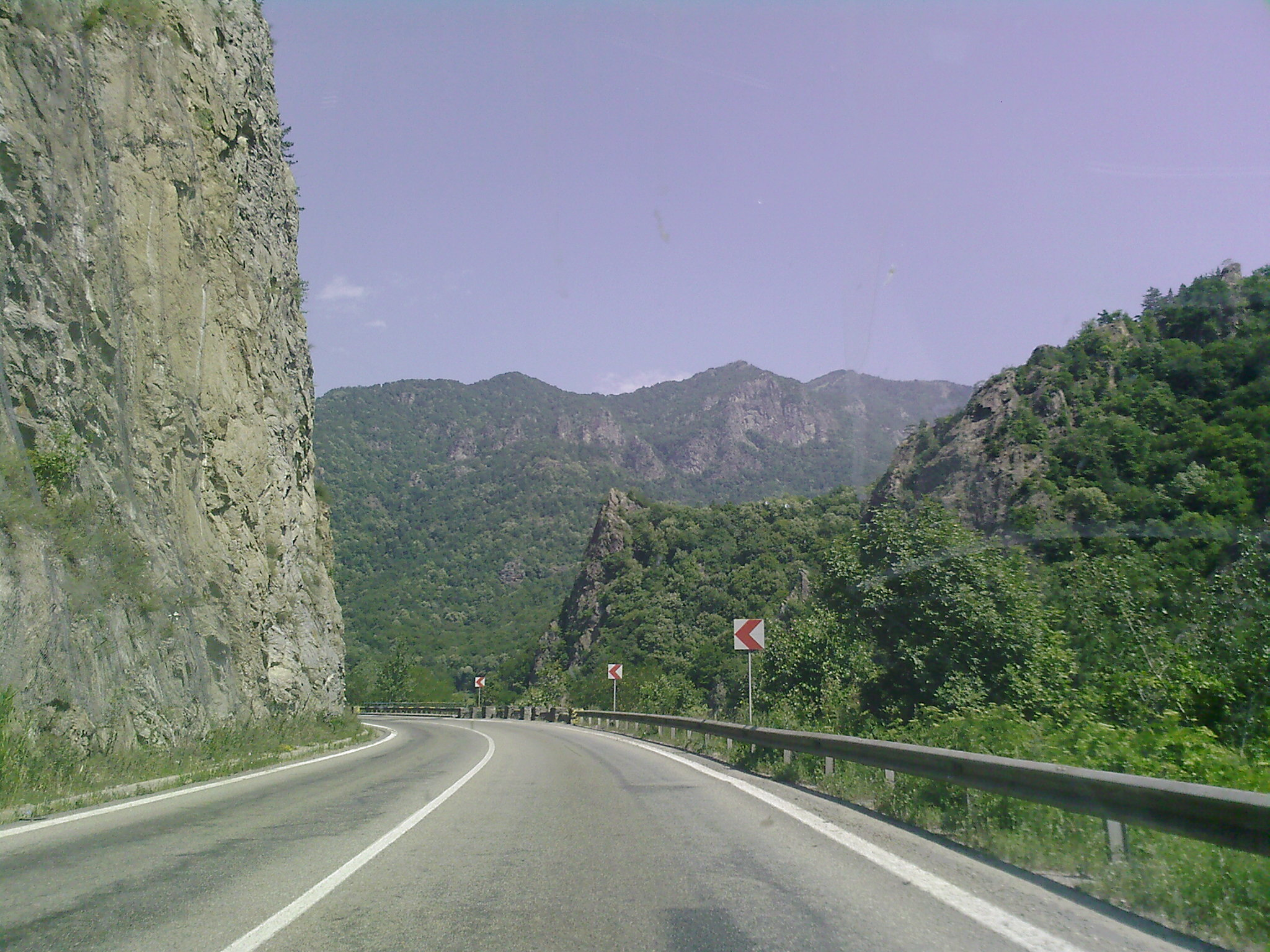
La carretera E81 que travessa el Congost d'Olt

El congost va ser important quan Roma va ocupar la zona durant el segle I aC al segle ii, construint carreteres i fortificacions al llarg de l'Olt al nord del Danubi. Aquesta línia de fortificacions era coneguda com el Limes Alutanus, que antigament marcava la frontera oriental de la Dàcia romana. S'han trobat restes d'aquests castres romans a diversos pobles, inclosos els de Boița, Câineni, i Călimănești.
Del segle xiv al XVIII es van construir diversos monestirs a la zona. Un d'ells, el monestir de Turnul del segle xvii, fins i tot tenia cel·les tallades als penya-segats pels ermitans del monestir de Cozia del segle xiv, conegut pels seus frescos exteriors.
L'ermita d'Ostrov, també a la zona, data del segle xvii, mentre que l'ermita de Cornet es va construir durant els segles XVII i XVIII. També hi ha dues fortaleses, que daten del segle xvi, situades a Turnu Roșu i Boița.